# Rovná (okres Pelhřimov)
Obec Rovná (německy Rowne) se nachází v okrese Pelhřimov v Kraji Vysočina. Žije zde 52 obyvatel.

## Historie
První písemná zmínka o obci pochází z roku 1352. Ve starých mapách je psaná německy Rowne. Obec Rovná vznikala kolem původně farního kostela sv. Martina. Od pradávna kolem Rovné vedly hranice, zprvu zemské, později panské, tudíž je velmi pravděpodobné, že se v těsné blízkosti nacházel strážná věž. Z Rovné také pochází erbovní rodina Růžkové z Rovného, která zde měla své sídlo. K Rovné náležely kilometr vzdálená obec Mašovice a 1 km vzdálené Vítovice. Obec Rovná byla na přelomu 50. a 60. let připojena k 2 kilometry vzdálené obci Hořepník, od níž se v roce 1992 znovu osamostatnila. Mašovice a Vítovice zůstaly na vlastní žádost pod zprávou obce Hořepník.

## Pamětihodnosti
- Kostel svatého Martina Gotická stavba dostala nákladnou přestavbou barokní podobu. Pod její omítkou byly nalezeny sgrafitové rustiky. V cibulové věži je zvon Svatý Martin vyrobený r. 1471 a zvon Svatý Matěj vyrobený roku 1746. Zvon Svatý Martin je nejstarší zvon na okrese Pelhřimov který stále slouží svému účelu.

## Galerie

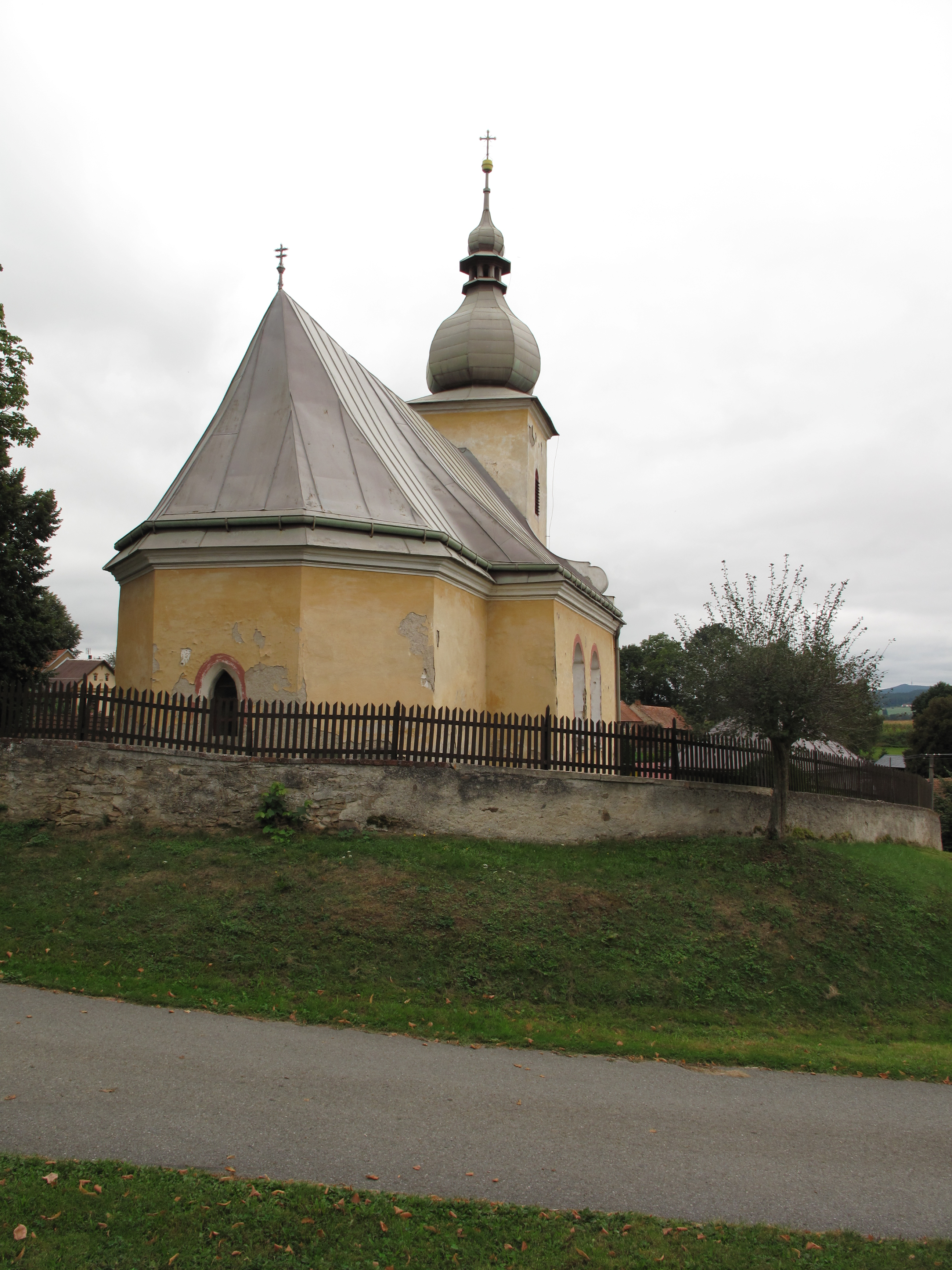
Kostel sv. Martina
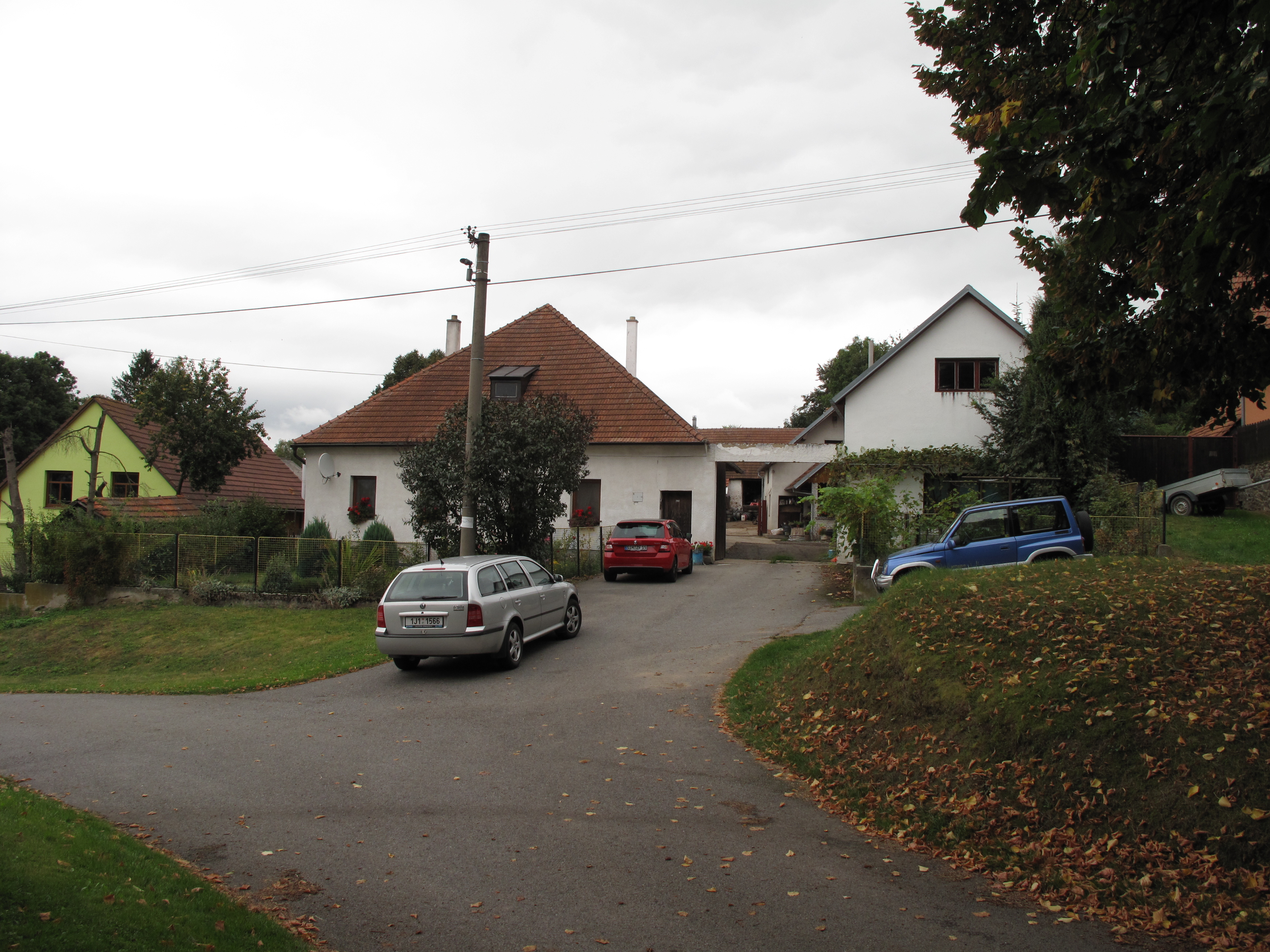
Statek
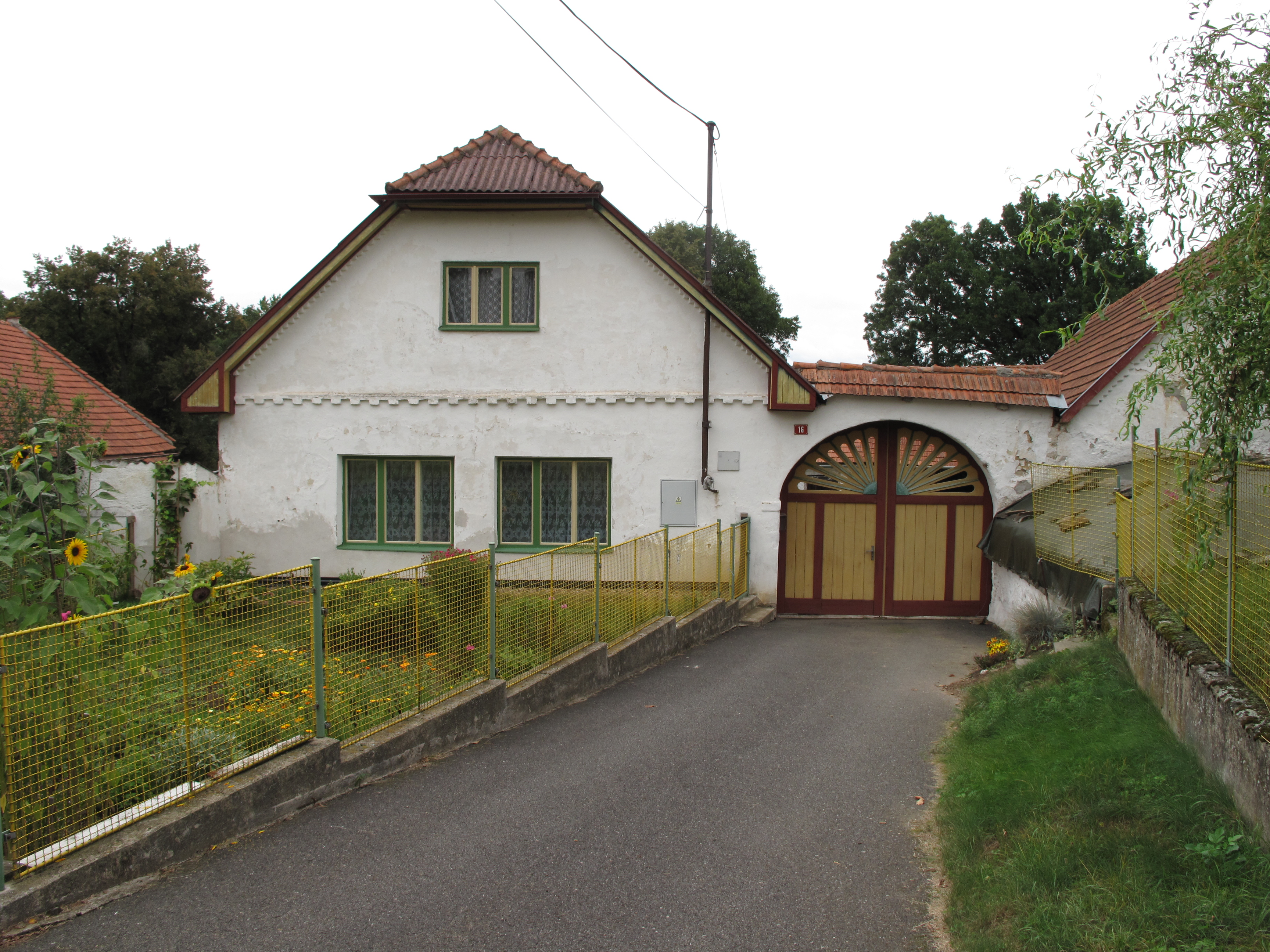
Dům s vraty